# Industry Classification Benchmark
Industry Classification Benchmark, acronim ICB, (în română Clasificarea industriei de referință) este un sistem de clasificare a industriilor lansat de Dow Jones și FTSE în 2005 și utilizat acum de FTSE International și STOXX⁠(d). Scopul acestuia este de a împărți piețele financiare în sectoare, facilitând astfel analiza macroeconomică. ICB este structurat în 11 industrii, împărțite în 20 de supersectoare, care sunt subdivizate în 45 de sectoare și 173 de subsectoare.
ICB este utilizat la nivel global (deși nu universal) pentru a împărți piața în categorii tot mai detaliate, permițând investitorilor să compare tendințele sectoriale între subsectoare bine definite. Acest sistem a fost conceput pentru a oferi o mai mare transparență în evaluarea pieței, ajutând investitorii să înțeleagă mai ușor dinamica piețelor și să ia decizii mai informate. Această clasificare detaliată permite investitorilor să monitorizeze evoluțiile sectoriale cu o precizie mai mare și să ajusteze strategiile de investiție în funcție de tendințele pieței. ICB a înlocuit sistemele de clasificare anterioare FTSE și Dow Jones pe 3 ianuarie 2006 și este folosit astăzi de piețele NASDAQ, NYSE și alte piețe financiare de pe glob. Toate sectoarele ICB sunt reprezentate pe Bursa de Valori din New York, cu excepția Instrumentelor de Investiții în Acțiuni (8980) și a Instrumentelor de Investiții Nonacționare (8990).
Dow Jones a vândut participația de 50% în ICB în 2011 și a anunțat că va crea propria versiune a acestuia.
Conform indicelui bursier FTSE Global Total Cap Index, sectorul Tehnologia Informației este cel mai mare, reprezentând 25% din capitalizarea pieței globale.

## Clasificare
Sursa: 
- ICB
  - Tehnologie
    - Tehnologie
      - Software și Servicii IT
        - Servicii IT (10101010)
        - Software (10101015)
        - Servicii Digitale pentru Consumatori (10101020)

      - Echipamente și Hardware Tehnologic
        - Semiconductori (10102010)
        - Componente Electronice (10102015)
        - Echipamente pentru Tehnologia Producției (10102020)
        - Hardware pentru Calculatoare (10102030)
        - Echipamente Electronice pentru Birou (10102035)

  - Telecomunicații
    - Telecomunicații
      - Echipamente de Telecomunicații
        - Echipamente de Telecomunicații (15101010)

      - Furnizori de Servicii de Telecomunicații
        - Servicii de Televiziune prin Cablu (15102010)
        - Servicii de Telecomunicații (15102015)

  - Sănătate
    - Sănătate
      - Furnizori de Servicii de Sănătate
        - Facilități de Sănătate (20101010)
        - Servicii de Management al Sănătății (20101020)
        - Servicii de Sănătate (20101025)
        - Sănătate: Diverse (20101030)

      - Echipamente și Servicii Medicale
        - Echipamente Medicale (20102010)
        - Produse Medicale (20102015)
        - Servicii Medicale (20102020)

      - Produse Farmaceutice și Biotehnologie
        - Biotehnologie (20103010)
        - Produse Farmaceutice (20103015)
        - Producători de Cannabis (20103020)

  - Finanțe
    - Bănci
      - Bănci
        - Bănci (30101010)

    - Servicii Financiare
      - Servicii Financiare și de Credit
        - Credite pentru Consumatori (30201020)
        - Finanțare Ipotechelară (30201025)
        - Furnizori de Date Financiare (30201030)

      - Bănci de Investiții și Servicii de Brokeraj
        - Servicii Financiare Diversificate și de Administrare a Investițiilor (30202000)
        - Administratori de Active și Custode (30202010)
        - Servicii de Investiții (30202015)

      - Trusturi de Investiții Imobiliare (REIT)
        - REIT-uri Diversificate (30203000)
        - REIT-uri Comerciale (30203010)
        - REIT-uri Rezidențiale (30203020)

      - Investiții închise
        - Investiții închise (30204000)

      - Vehicule de Investiții Deschise și Diverse
        - Vehicule de Investiții Deschise și Diverse (30205000)

    - Asigurări
      - Asigurări de Viață
        - Asigurări de Viață (30301010)

      - Asigurări Non-Viață
        - Asigurări Complete (30302010)
        - Brokeri de Asigurări (30302015)
        - Reasigurare (30302020)
        - Asigurări de Proprietăți și Daune (30302025)

  - Imobiliare
    - Imobiliare
      - Investiții Imobiliare și Servicii
        - Deținere și Dezvoltare Imobiliară (35101010)
        - Servicii Imobiliare (35101015)

      - Trusturi de Investiții Imobiliare (REIT)
        - REIT-uri Diversificate (35102000)
        - REIT-uri pentru Sănătate (35102010)
        - REIT-uri pentru Hoteluri și Cazare (35102015)
        - REIT-uri Industriale (35102020)
        - REIT-uri Infrastructură (35102025)
        - REIT-uri pentru Birouri (35102030)
        - REIT-uri Rezidențiale (35102040)
        - REIT-uri pentru Retail (35102045)
        - REIT-uri pentru Depozite (35102050)
        - REIT-uri pentru Lemn (35102060)
        - REIT-uri Specializate Alte (35102070)

  - Produse de Consumație Discreționară
    - Automobile și Piese Auto
      - Automobile și Piese Auto
        - Servicii Auto (40101010)
        - Anvelope (40101015)
        - Automobile (40101020)
        - Piese Auto (40101025)

    - Produse și Servicii pentru Consumatori
      - Servicii pentru Consumatori
        - Servicii Educaționale (40201010)
        - Birouri Funerare și Cimitire (40201020)
        - Servicii de Imprimare și Copiere (40201030)
        - Servicii de Închiriere și Leasing pentru Consumatori (40201040)
        - Facilitați de Depozitare (40201050)
        - Servicii de Automatizare și Catering (40201060)
        - Servicii pentru Consumatori: Diverse (40201070)

      - Produse pentru Locuințe și Construcții
        - Construcții pentru Locuințe (40202010)
        - Mobilier pentru Casă (40202015)
        - Echipamente pentru Casă (40202020)
        - Produse și Echipamente pentru Casă (40202025)

      - Bunuri de Timp Liber
        - Electronice de Consum (40203010)
        - Divertisment Electronic (40203040)
        - Jucării (40203045)
        - Produse Recreaționale (40203050)
        - Vehicule Recreaționale și Bărci (40203055)
        - Fotografie (40203060)

      - Produse Personale
        - Haine și Accesorii (40204020)
        - Încălțăminte (40204025)
        - Articole de Lux (40204030)
        - Cosmetice (40204035)

    - Media
      - Media
        - Divertisment (40301010)
        - Agenții Media (40301020)
        - Publicații (40301030)
        - Difuzori Radio și TV (40301035)

    - Retail
      - Retaileri
        - Retaileri Diversificați (40401010)
        - Retaileri de Îmbrăcăminte (40401020)
        - Retaileri de Îmbunătățiri pentru Casă (40401025)
        - Retaileri Specializați (40401030)

    - Călătorii și Timp Liber
      - Călătorii și Timp Liber
        - Linii Aeriene (40501010)
        - Călătorii și Turism (40501015)
        - Cazinouri și Jocuri de Noroc (40501020)
        - Hoteluri și Moteluri (40501025)
        - Servicii Recreaționale (40501030)
        - Restaurante și Baruri (40501040)

  - Produse de Consumație Esențiale
    - Alimente, Băuturi și Tutun
      - Băuturi
        - Producători de Bere (45101010)
        - Distilatori și Vinificatori (45101015)
        - Băuturi Răcoritoare (45101020)

      - Producători de Alimente
        - Agricultură, Pescuit și Plantaje (45102010)
        - Produse Alimentare (45102020)
        - Prelucrarea Fructelor și Cerealelor (45102030)
        - Zahăr (45102035)

      - Tutun
        - Tutun (45103010)

    - Magazine de Produse Personale, Droguri și Alimente
      - Magazine de Produse Personale, Droguri și Alimente
        - Retaileri și Distribuitori de Alimente (45201010)
        - Retaileri de Droguri (45201015)
        - Produse Personale (45201020)
        - Produse de Uz Casnic Nondurabile (45201030)
        - Alte Produse de Consumabile Esențiale (45201040)

  - Industriale
    - Construcții și Materiale
      - Construcții și Materiale
        - Construcții (50101010)
        - Servicii de Inginerie și Contractare (50101015)
        - Materiale de Construcții: Alte (50101035)

    - Bunuri și Servicii Industriale
      - Aeroporturi și Apărare
        - Aeroporturi (50201010)
        - Apărare (50201020)

      - Echipamente Electronice și Electrice
        - Componente Electrice (50202010)
        - Echipamente Electronice: Control și Filtrare (50202020)
        - Echipamente Electronice: Găsire și Măsurători (50202025)
        - Echipamente Electronice: Controlul Poluării (50202030)
        - Echipamente Electronice: Alte (50202040)

      - Industriale Generale
        - Holdinguri Industriale și Conglomerate Diversificate (50203000)
        - Vopsele și Acoperiri Industriale (50203010)
        - Materiale Plastice și Polimeri (50203015)
        - Sticlă și Produse din Sticlă (50203020)
        - Ambalaje și Containere Industriale (50203030)

      - Inginerie Industrială
        - Echipamente și Utilaje Industriale (50204000)
        - Echipamente și Utilaje Agricole (50204010)
        - Echipamente pentru Construcții și Manipulare Materiale (50204020)
        - Motoare Industriale și Sisteme de Propulsie (50204030)
        - Unelte și Scule Profesionale (50204040)
        - Echipamente Specializate pentru Industrie (50204050)

      - Servicii de Suport Industrial
        - Distribuitori și Furnizori de Echipamente Industriale (50205010)
        - Servicii de Procesare a Plăților și Operațiunilor Financiare (50205015)
        - Servicii Profesionale de Consultanță și Suport pentru Afaceri (50205020)
        - Agenții de Recrutare și Formare Profesională (50205025)
        - Servicii de Tipărire Comercială și Producție de Materiale (50205030)
        - Servicii de Securitate și Protecție Industrială (50205040)

      - Transport Industrial
        - Transport Rutier de Mărfuri și Logistică (50206010)
        - Vehicule Comerciale și Componente Auto (50206015)
        - Transport Feroviar și Logistică Feroviară (50206020)
        - Echipamente și Infrastructură pentru Căi Ferate (50206025)
        - Transport Maritim, Logistică și Operare Portuară (50206030)
        - Servicii de Curierat, Distribuție și Livrare (50206040)
        - Leasing de Vehicule Comerciale și Utilaje (50206050)
        - Servicii de Logistică și Transport Integrat (50206060)

  - Materiale de Bază
    - Resurse de Bază
      - Materiale Industriale
        - Materiale și Produse Industriale Diversificate (55101000)
        - Exploatare Forestieră și Procesare a Lemnului (55101010)
        - Industria Celulozei, Hârtiei și Ambalajelor (55101015)
        - Produse Textile Tehnice și Materiale Specializate (55101020)

      - Metale Industriale și Minerit
        - Minerit și Exploatare Minieră Generală (55102000)
        - Producție și Prelucrare a Fierului și Oțelului (55102010)
        - Fabricarea și Prelucrarea Metalelor (55102015)
        - Extracție, Rafinare și Comercializare a Aluminiului (55102035)
        - Extracție și Procesare a Cuprului (55102040)
        - Metale Neferoase și Aliaje Specializate (55102050)

      - Metale Prețioase și Minerit
        - Extracția și Procesarea Diamantelor și Pietrelor Prețioase (55103020)
        - Exploatarea și Rafinarea Aurului (55103025)
        - Extracția și Comercializarea Platinei și a Metalelor Prețioase (55103030)

    - Industria Chimică
      - Produse Chimice
        - Produse Chimice pentru Industrie și Utilizare Generală (55201000)
        - Fibre Chimice, Polimeri și Materiale Sintetice (55201010)
        - Îngrășăminte, Pesticide și Produse pentru Protecția Plantelor (55201015)
        - Produse Chimice Specializate și de Înaltă Performanță (55201020)

  - Energie
    - Sectorul Energetic
      - Petrol, Gaze și Cărbune
        - Companii Integrate de Petrol și Gaze Naturale (60101000)
        - Extracție și Producție de Petrol Brut (60101010)
        - Servicii de Foraj, Explorare și Exploatare Offshore (60101015)
        - Rafinare, Distribuție și Comercializare a Produselor Petroliere (60101020)
        - Echipamente și Servicii pentru Industria Petrolieră și de Gaze (60101030)
        - Infrastructură Energetică și Conducte de Transport (60101035)
        - Industria Cărbunelui și Energiei pe Bază de Cărbune (60101040)

      - Energie Regenerabilă
        - Biocombustibili, Hidrogen și Alte Surse de Energie Alternativă (60102010)
        - Producție și Echipamente pentru Energie Regenerabilă (60102020)

  - Utilități
    - Servicii de Utilități
      - Producție și Distribuție de Electricitate
        - Generare de Energie din Surse Regenerabile (65101010)
        - Producție de Energie Electrică Convențională (65101015)

      - Gaze Naturale, Apă și Servicii Multi-Utilități
        - Companii Multi-Utilități (65102000)
        - Distribuție și Furnizare de Gaze Naturale (65102020)
        - Captare, Purificare și Distribuție a Apei (65102030)

      - Gestionarea Deșeurilor și Servicii de Salubrizare
        - Servicii de Colectare, Reciclare și Eliminare a Deșeurilor (65103035)